# Championnat de France de rugby à XV de 3e division fédérale 2011-2012
Navigation
Fédérale 3 2010-2011 Fédérale 3 2012-2013
Cette page présente la saison 2011-2012 de Fédérale 3.

## Règlement
Les 160 clubs répartis en 16 poules de 10 équipes qui se rencontrent en matches « Aller » et « Retour ».
Les 4 premiers de chaque poule disputent les phases finales, qui débuteront en 1/32e de finale   ;
Les équipes classées 9e et 10e de chaque poule sont reléguées en série territoriale Honneur de leur comité d’appartenance pour la saison 2012-2013  ;
Accession à la Fédérale 2 pour la saison 2012-2013
Les 16 clubs qui accèdent à la Fédérale 2 sont les clubs vainqueurs des Seizièmes de finale  ;

## Composition et classement des poules

### Poules 1, 2, 3, 4
- : Qualifiés pour les phases finales
- : Promu en Fédérale 2
- : Relégué en honneur régional

| Poule 1 1. Stade domontois RC 70pts 2. UMS Pontault-Combault 68pts 3. Rugby club auxerrois 65pts 4. Beauvais XV RC 60pts 5. Rugby Épernay Champagne 52pts 6. CS nuiton 35pts 7. Saint-Denis US 31pts 8. Rugby club Val d'Europe 30pts 9. AC Soissons 18pts 10. FC Haguenau -1pt | Poule 2 1. Paris UC 75pts 2. Bourges XV 61pts 3. ES Vitry 55pts 4. US Ris-Orangis 52pts 5. Antony Métro 92 48pts 6. CA Chevreuse 46pts 7. Rugby sancerrois 44pts 8. RC Sucy 24pts 9. RC Orléans-la-Source 23pts 10. Olympique columérien 5pts | Poule 3 1. US Tours 76pts 2. CSM Clamart 57pts 3. Plaisir RC 45pts 4. RC Versailles 43pts 5. CA L'Aigle 42pts 6. RC Vincennes 35pts 7. Évreux AC 34pts 8. RC Blois 34pts 9. US Saint-Pierre-des-Corps 32pts 10. Stade caennais RC 17pts | Poule 4 1. RC Puilboreau 72pts 2. Stade poitevin 69pts 3. FC La Roche-sur-Yon 58pts 4. SC Le Rheu 44pts 5. SC surgèrien 43pts 6. RC sablais 36pts 7. RC Issoudun 31pts 8. RC Nogent-le-Rotrou 27pts 9. US Thouars 25pts 10. SA castelbriantais 16pts |

### Poules 5, 6, 7, 8
- : Qualifiés pour les phases finales
- : Promu en Fédérale 2
- : Relégué en honneur régional

| Poule 5 1. SA Trélissac 74pts 2. CS Nontron 69pts 3. JA Isle 59pts 4. CMF Floirac 48pts 5. Stade foyen 46pts 6. RC Mussidan 39pts 7. RR Guéret 35pts 8. Royan-Saujon rugby 30pts 9. Union Barbézieux Jonzac 14pts 10. US Saintes 11pts | Poule 6 1. Gourdon XV 71pts 2. CA Sarlat 68pts 3. EV Malemort Brive O 63pts 4. RC Arpajon-Veinazès 62pts 5. RC Mauriac 49pts 6. US Objat 46pts 7. RC Saint-Cernin 45pts 8. RC Riom 42pts 9. Bugue Athletic Club 35pts 10. JO Prades 22pts 11. US Cénac 11pts | Poule 7 1. RC bassin d'Arcachon 65pts 2. UA Libourne 58pts 3. AA nogarolienne 55pts 4. UA Saverdun 52pts 5. Saint-Paul sports rugby 47pts 6. US Mugron 40pts 7. SC Pamiers 36pts 8. US habassaise 33pts 9. Biscarrosse OR 24pts 10. RS mauvezinoise 15pts | Poule 8 1. Balma olympique 62pts 2. US Nafarroa 51pts 3. Stade navarrais 50pts 4. Avenir aturin 46pts 5. ES Lembeye 43pts 6. RC Muret 40pts 7. Inthalatz Larressore 37pts 8. AS Bayonne 30pts 9. US Montréjeau Gourdan-Polignan 30pts 10. Gan OR 13pts |

### Poules 9, 10, 11, 12
- : Qualifiés pour les phases finales
- : Promu en Fédérale 2
- : Relégué en honneur régional

| Poule 9 1. US Argelès 57pts 2. Hasparren AC 53pts 3. RC montalbanais 47pts 4. ES Gimont 45pts 5. Entente Astarac Bigorre 42pts 6. AS Montesquieu-Volvestre 36pts 7. JS Rion 34pts 8. RCP Roquefort 33pts 9. US Bardos 32pts 10. PS Tartas 12pts | Poule 10 1. UA Gaillac 76pts 2. FCTT - TOAC/TOEC 59pts 3. US Bergerac 51pts 4. US Carmaux 46pts 5. Lévézou Ségala Aveyron XV 45pts 6. US Saint-Sulpice 37pts 7. US Lalinde 30pts 8. US Monflanquin Cancon 29pts 9. Union sportive de Villeréal 28pts 10. US Fumel Libos 26pts | Poule 11 1. US Quillan Limoux 55pts 2. SC Leucate-Roquefort 51pts 3. JO pradéenne 50pts 4. SO Millau 47pts 5. RC Saint-Affrique 47pts 6. JSI Elne/Latour/Theza 41pts 7. RO Castelnaudary 38pts 8. Grenade sports 36pts 9. Union Sigean Port-la-Nouvelle 36pts 10. US Côte Vermeille 19pts | Poule 12 1. RC Six-Fours-Le Brusc 64pts 2. RC Vallée du Gapeau 57pts 3. CO Berre XV 54pts 4. RC La Valette-Le Revest-La Garde-Le Pradet 52pts 5. Bastia XV 42pts 6. RC Aubagne 39pts 7. RC Sorgues 35pts 8. RC Draguignan 33pts 9. SC Salon-de-Provence 27pts 10. RC Arles 18pts |

### Poules 13, 14, 15, 16
- : Qualifiés pour les phases finales
- : Promu en Fédérale 2
- : Relégué en honneur régional

| Poule 13 1. Stade piscenois 56 pts 2. Entente Vendres-Lespignan Hérault XV 55 pts 3. RC Jacou Montpellier Nord 45pts 4. CS annonéen 43pts 5. RC eyraguais 37pts 6. RC Les Angles 35pts 7. US Tournon 35pts 8. US Rhône XV 19pts 9. RC Plages d'Orb 15pts | Poule 14 1. Sporting club royannais 32 pts 2. SO Givors 55 pts 3. AS Ampuis Côte-Rôtie 48 pts 4. SO Ugine Albertville 23 pts 5. SO Voiron 48 pts 6. US Renage Rives 48 pts 7. CO Le Puy 40 pts 8. US Vizille 9. US Deux Ponts 10. RC Eymeux | Poule 15 1. SAL Saint-Priest 58pts 2. AS Saint-Marcel-Bel-Accueil-L'Isle d'Abeau (ASSMIDA) 57pts 3. US Vinay 53pts 4. US Tavaux Damparis 51ts 5. US Meyzieu 51pts 6. Bièvre Saint-Geoirs RC 39pts 7. US Dole 35pts 8. FC Saint-Claude 33pts 9. Saint-Marcellin SR 30pts 10. RC Annemasse 20pts | Poule 16 1. RC de la Dombes 72pts 2. CA Pontarlier 69pts 3. FC Villefranche 57pts 4. Olympique de Besançon 49pts 5. Champagnole rugby 44pts 6. Ambérieu-en-Bugey RC 41pts 7. RC Belleville-Beaujolais 34pts 8. FC Moulins 34pts 9. SC couchois 25pts 10. ASC Saint-Apollinaire 5pts |

## Phases finales

### Trente-deuxièmes de finale
Les Trente-deuxièmes de finale se déroulent le 28 avril 2012 (matchs aller) et le 5 mai 2012 (matchs retour).
| Équipe                                     | Aller | Total | Retour | Équipe                                               |
| ------------------------------------------ | ----- | ----- | ------ | ---------------------------------------------------- |
| Rugby club auxerrois                       | 21-6  | 30-20 | 9-14   | Bourges XV                                           |
| US Ris-Orangis                             | 10-13 | 20-52 | 10-39  | Stade domontois RC                                   |
| ES Vitry                                   | 12-13 | 37-27 | 25-14  | UMS Pontault-Combault                                |
| Beauvais XV RC                             | 6-10  | 16-38 | 10-28  | Paris UC                                             |
| Plaisir RC                                 | 16-17 | 27-54 | 9-37   | Stade poitevin                                       |
| SC Le Rheu                                 | 16-15 | 16-52 | 0-37   | US Tours                                             |
| FC La Roche-sur-Yon                        | 3-28  | 8-49  | 5-21   | CSM Clamart                                          |
| RC Versailles                              | 9-20  | 12-47 | 3-27   | RC Puilboreau                                        |
| JA Isle                                    | 0-12  | 7-31  | 7-19   | CA Sarlat                                            |
| RC Arpajon-Veinazès                        | 12-16 | 24-45 | 12-29  | SA Trélissac                                         |
| EV Malemort Brive O                        | 22-10 | 26-35 | 9-25   | CS Nontron                                           |
| CMF Floirac                                | 24-20 | 40-43 | 16-23  | Gourdon XV                                           |
| AA nogarolienne                            | 29-13 | 43-27 | 14-14  | US Nafarroa                                          |
| Stade navarrais                            | 12-19 | 15-50 | 3-31   | RC bassin d'Arcachon                                 |
| Avenir aturin                              | 18-11 | 28-20 | 10-9   | UA Libourne                                          |
| UA Saverdun                                | 20-16 | 28-37 | 8-21   | Balma olympique                                      |
| RC montalbanais                            | 15-7  | 26-23 | 11-16  | FCTT - TOAC/TOEC                                     |
| US Carmaux                                 | 12-16 | 19-43 | 7-27   | US Argelès                                           |
| US Bergerac                                | 6-16  | 9-41  | 3-25   | Hasparren AC                                         |
| ES Gimont                                  | 18-20 | 30-51 | 12-31  | UA Gaillac                                           |
| SC Leucate-Roquefort                       | 16-6  | 39-32 | 23-26  | RC Vallée du Gapeau                                  |
| RC La Valette-Le Revest-La Garde-Le Pradet | 13-12 | 28-41 | 15-29  | US Quillan Limoux                                    |
| CO Berre XV                                | 20-15 | 35-31 | 15-16  | JO pradéenne                                         |
| SO Millau                                  | 22-9  | 34-35 | 12-26  | RC Six-Fours-Le Brusc                                |
| SO Givors                                  | 25-17 | 40-54 | 29-23  | RC Jacou Montpellier Nord                            |
| SO Ugine Albertville                       | 9-9   | 40-54 | 3-6    | Stade piscenois                                      |
| AS Ampuis Côte-Rôtie                       | 6-3   | 18-19 | 12-16  | Entente Vendres-Lespignan Hérault XV                 |
| CS annonéen                                | 8-9   | 11-33 | 3-24   | Sporting club royannais                              |
| US Meyzieu                                 | 17-24 | 24-49 | 7-25   | CA Pontarlier                                        |
| Olympique de Besançon                      | 13-15 | 31-32 | 18-17  | SAL Saint-Priest                                     |
| FC Villefranche                            | 5-6   | 31-32 | 8-22   | AS Saint-Marcel-Bel-Accueil-L'Isle d'Abeau (ASSMIDA) |
| US Vinay                                   | 3-6   | 35-35 | 22-29  | RC de la Dombes                                      |

### Seizièmes de finale
Les Seizièmes de finale se déroulent le 12 mai 2012 (matchs aller) et le 19 mai 2012 (matchs retour).

Les 16 clubs vainqueurs accèdent à la Fédérale 2 pour la saison 2012-2013
| Équipe                                               | Aller | Total | Retour | Équipe                  |
| ---------------------------------------------------- | ----- | ----- | ------ | ----------------------- |
| Rugby club auxerrois                                 | 23-17 | 47-35 | 24-18  | Stade domontois RC      |
| ES Vitry                                             | 13-11 | 25-41 | 12-30  | Paris UC                |
| Stade poitevin                                       | 15-12 | 26-28 | 9-16   | US Tours                |
| CSM Clamart                                          | 13-24 | 35-33 | 22-9   | RC Puilboreau           |
| CA Sarlat                                            | 19-15 | 28-21 | 9-6    | SA Trélissac            |
| CS Nontron                                           | 9-15  | 35-35 | 26-20  | Gourdon XV              |
| AA nogarolienne                                      | 18-11 | 30-32 | 12-21  | RC bassin d'Arcachon    |
| Avenir aturin                                        | 27-20 | 42-40 | 15-20  | Balma olympique         |
| RC montalbanais                                      | 25-16 | 37-36 | 12-'20 | US Argelès              |
| Hasparren AC                                         | 32-22 | 39-60 | 7-38   | UA Gaillac              |
| SC Leucate-Roquefort                                 | 12-10 | 27-30 | 15-20  | US Quillan Limoux       |
| CO Berre XV                                          | 12-6  | 19-28 | 7-22   | RC Six-Fours-Le Brusc   |
| SO Givors                                            | 15-3  | 35-35 | 20-32  | Stade piscenois         |
| Entente Vendres-Lespignan Hérault XV                 | 29-13 | 35-36 | 6-23   | Sporting club royannais |
| CA Pontarlier                                        | 37-13 | 57-39 | 20-26  | SAL Saint-Priest        |
| AS Saint-Marcel-Bel-Accueil-L'Isle d'Abeau (ASSMIDA) | 6-12  | 20-31 | 14-19  | RC de la Dombes         |

### Huitièmes, quarts, demi-finales et finale
|  | Huitièmes de finale 26 mai 2013 | Huitièmes de finale 26 mai 2013 |                         |    | Quarts de finale 2 juin 2013 | Quarts de finale 2 juin 2013 |  |  | Demi-finales 16 juin 2013 | Demi-finales 16 juin 2013 |  |  | Finale 23 juin 2013 | Finale 23 juin 2013 |
|  | Huitièmes de finale 26 mai 2013 | Huitièmes de finale 26 mai 2013 |                         |    | Quarts de finale 2 juin 2013 | Quarts de finale 2 juin 2013 |  |  | Demi-finales 16 juin 2013 | Demi-finales 16 juin 2013 |  |  | Finale 23 juin 2013 | Finale 23 juin 2013 |
|  |                                 |                                 |                         |    |                              |                              |  |  |                           |                           |  |  |                     |                     |
|  |                                 |                                 |                         |    |                              |                              |  |  |                           |                           |  |  |                     |                     |
|  |                                 |                                 |                         |    |                              |                              |  |  |                           |                           |  |  |                     |                     |
|  | Rugby club auxerrois            | 25                              |                         |    |                              |                              |  |  |                           |                           |  |  |                     |                     |
|  | Rugby club auxerrois            | 25                              |                         |    |                              |                              |  |  |                           |                           |  |  |                     |                     |
|  | Paris UC                        | 21                              |                         |    |                              |                              |  |  |                           |                           |  |  |                     |                     |
|  | Paris UC                        | 21                              | Rugby club auxerrois    | 18 |                              |                              |  |  |                           |                           |  |  |                     |                     |
|  |                                 |                                 | Rugby club auxerrois    | 18 |                              |                              |  |  |                           |                           |  |  |                     |                     |
|  |                                 | US Tours                        | 25                      |    |                              |                              |  |  |                           |                           |  |  |                     |                     |
|  | US Tours                        | US Tours                        | 25                      | 25 |                              |                              |  |  |                           |                           |  |  |                     |                     |
|  | US Tours                        |                                 |                         | 25 |                              |                              |  |  |                           |                           |  |  |                     |                     |
|  | CSM Clamart                     | 19                              |                         |    |                              |                              |  |  |                           |                           |  |  |                     |                     |
|  | CSM Clamart                     | 19                              | US Tours                | 13 |                              |                              |  |  |                           |                           |  |  |                     |                     |
|  |                                 |                                 | US Tours                | 13 |                              |                              |  |  |                           |                           |  |  |                     |                     |
|  |                                 | RC bassin d'Arcachon            | 18                      |    |                              |                              |  |  |                           |                           |  |  |                     |                     |
|  | CA Sarlat                       | RC bassin d'Arcachon            | 18                      | 13 |                              |                              |  |  |                           |                           |  |  |                     |                     |
|  | CA Sarlat                       |                                 |                         | 13 |                              |                              |  |  |                           |                           |  |  |                     |                     |
|  | Gourdon XV                      | 25                              |                         |    |                              |                              |  |  |                           |                           |  |  |                     |                     |
|  | Gourdon XV                      | 25                              | Gourdon XV              | 6  |                              |                              |  |  |                           |                           |  |  |                     |                     |
|  |                                 |                                 | Gourdon XV              | 6  |                              |                              |  |  |                           |                           |  |  |                     |                     |
|  |                                 | RC bassin d'Arcachon            | 6                       |    |                              |                              |  |  |                           |                           |  |  |                     |                     |
|  | RC bassin d'Arcachon            | RC bassin d'Arcachon            | 6                       | 15 |                              |                              |  |  |                           |                           |  |  |                     |                     |
|  | RC bassin d'Arcachon            |                                 |                         | 15 |                              |                              |  |  |                           |                           |  |  |                     |                     |
|  | Avenir aturin                   | 10                              |                         |    |                              |                              |  |  |                           |                           |  |  |                     |                     |
|  | Avenir aturin                   | 10                              | RC bassin d'Arcachon    | 12 |                              |                              |  |  |                           |                           |  |  |                     |                     |
|  |                                 |                                 | RC bassin d'Arcachon    | 12 |                              |                              |  |  |                           |                           |  |  |                     |                     |
|  |                                 | UA Gaillac                      | 9                       |    |                              |                              |  |  |                           |                           |  |  |                     |                     |
|  | RC montalbanais                 | UA Gaillac                      | 9                       | 19 |                              |                              |  |  |                           |                           |  |  |                     |                     |
|  | RC montalbanais                 |                                 |                         | 19 |                              |                              |  |  |                           |                           |  |  |                     |                     |
|  | UA Gaillac                      | 31                              |                         |    |                              |                              |  |  |                           |                           |  |  |                     |                     |
|  | UA Gaillac                      | 31                              | UA Gaillac              | 22 |                              |                              |  |  |                           |                           |  |  |                     |                     |
|  |                                 |                                 | UA Gaillac              | 22 |                              |                              |  |  |                           |                           |  |  |                     |                     |
|  |                                 | RC Six-Fours-Le Brusc           | 7                       |    |                              |                              |  |  |                           |                           |  |  |                     |                     |
|  | US Quillan Limoux               | RC Six-Fours-Le Brusc           | 7                       | 17 |                              |                              |  |  |                           |                           |  |  |                     |                     |
|  | US Quillan Limoux               |                                 |                         | 17 |                              |                              |  |  |                           |                           |  |  |                     |                     |
|  | RC Six-Fours-Le Brusc           | 19                              |                         |    |                              |                              |  |  |                           |                           |  |  |                     |                     |
|  | RC Six-Fours-Le Brusc           | 19                              | UA Gaillac              | 32 |                              |                              |  |  |                           |                           |  |  |                     |                     |
|  |                                 |                                 | UA Gaillac              | 32 |                              |                              |  |  |                           |                           |  |  |                     |                     |
|  |                                 | RC de la Dombes                 | 7                       |    |                              |                              |  |  |                           |                           |  |  |                     |                     |
|  | Stade piscenois                 | RC de la Dombes                 | 7                       | 9  |                              |                              |  |  |                           |                           |  |  |                     |                     |
|  | Stade piscenois                 |                                 |                         | 9  |                              |                              |  |  |                           |                           |  |  |                     |                     |
|  | Sporting club royannais         | 21                              |                         |    |                              |                              |  |  |                           |                           |  |  |                     |                     |
|  | Sporting club royannais         | 21                              | Sporting club royannais | 11 |                              |                              |  |  |                           |                           |  |  |                     |                     |
|  |                                 |                                 | Sporting club royannais | 11 |                              |                              |  |  |                           |                           |  |  |                     |                     |
|  |                                 | RC de la Dombes                 | 18                      |    |                              |                              |  |  |                           |                           |  |  |                     |                     |
|  | CA Pontarlier                   | RC de la Dombes                 | 18                      | 28 |                              |                              |  |  |                           |                           |  |  |                     |                     |
|  | CA Pontarlier                   |                                 |                         | 28 |                              |                              |  |  |                           |                           |  |  |                     |                     |
|  | RC de la Dombes                 | 31                              |                         |    |                              |                              |  |  |                           |                           |  |  |                     |                     |
|  | RC de la Dombes                 | 31                              |                         |    |                              |                              |  |  |                           |                           |  |  |                     |                     |

## Sources et références
- Classement Fédérale 3 2011-2012
- Phases finales Fédérale 3 saison 2011-2012

1. ↑  Phases finales sur itsrugby.fr
2. ↑  RCBA vainqueur aux tirs au but